# Phil Bowler
Phillip Charles Bowler (New York, 2 maart 1948) is een Amerikaanse jazzcontrabassist en radiopresentator.

## Biografie
Bowler ging naar de Universiteit van Hartford, waar hij in 1972 een bachelordiploma in muziek behaalde. Hij speelde met Roland Kirk van 1976-1978, daarna met Hugh Masekela (1980), Joe Lee Wilson (1981), Wynton Marsalis (1982-1983), Big Nick Nicholas (1983-1985), Slide Hampton, Jon Faddis (1984-1989) en Ralph Peterson jr. (1987-1996). Hij speelde in 1984-1985 in een kwintet met Donald Harrison en Terence Blanchard en toerde in Europa met Benny Golson. Hij nam op met Carla White in 1988 en Sal Salvador in 1989 en leidde het kwartet Pocket Jungle in 1991. Van 1990 tot 1997 speelde hij in een andere band onder leiding van Donald Harrison en werkte hij met Jackie McLean in 1997-1999. In 1997 speelde hij samen met Newman Taylor Baker in een duo en in 1998 werkte hij in het Count Basie Orkest.
Bowler organiseerde Jazz Adventures op WPKN radio in Bridgeport (Connecticut) en trad op met Artt Frank en Mike Armando van 1999-2009. In 2002 was Bowler gastheer van het MJA Jazz & Blues Festival in Lake Grove, Long Island (New York).

## Discografie

### Als leader
- 2014: Pocket Jungle (Zoho)

### Als sideman
Met Artt Frank & Pat Morrissey
- 1997: Waltz for Sharon Stone (MJA)
- 1999: Souvenir (MJA)

Met Donald Harrison, Terence Blanchard
- 1986: Nascence (CBS)
- 1986: Discernment (King, Concord Jazz)
- 1992: Indian Blues (Candid)

Met Rahsaan Roland Kirk
- 1978: Boogie-Woogie String Along for Real (Warner Bros.)
- 1990: Paris 1976 (Royal Jazz)
- 1995: Simmer, Reduce, Garnish and Serve/The Warner Bros. Recordings (Warner Archives)

Met Ralph Peterson
- 1988: V (Blue Note)
- 1989: Triangular (Blue Note)
- 1990: Volition (Blue Note)
- 1993: Art (Blue Note)

Met anderen
- 2001: Cherish the Ladies, The Girls Won't Leave the Boys Alone (Windham Hill)
- 2000: Dr. John, Funky New Orleans (Metro)
- 1989: Jon Faddis, Into the Faddisphere (Epic)
- 2016: Lightnin' Hopkins, Lightnin's Boogie (Justin Time)
- 1984: Branford Marsalis, Scenes in the City (Columbia)
- 1983: Wynton Marsalis, Think of One (CBS)
- 1997: Jackie McLean, Fire & Love (Somethin' Else)
- 1983: Big Nick Nicholas, Big and Warm (India Navigation)
- 1985: Max Roach, Live at Vielharmonie (Soul Note)
- 1989: Sal Salvador, Crystal Image (Stash)
- 1988: Carla White, Mood Swings (Milestone)

- Bibliothèque nationale de France: cb14158360j (data)
- Gemeinsame Normdatei: 134571770
- International Standard Name Identifier: 0000 0000 5957 5846
- Library of Congress Control Number: n84145397
- MusicBrainz: 03b66377-3042-4d0f-9545-77c68f042b0b
- SNAC: w61t0d9d
- Système universitaire de documentation: 156626322
- Virtual International Authority File: 160149196445574791231